# Cartierul Latin

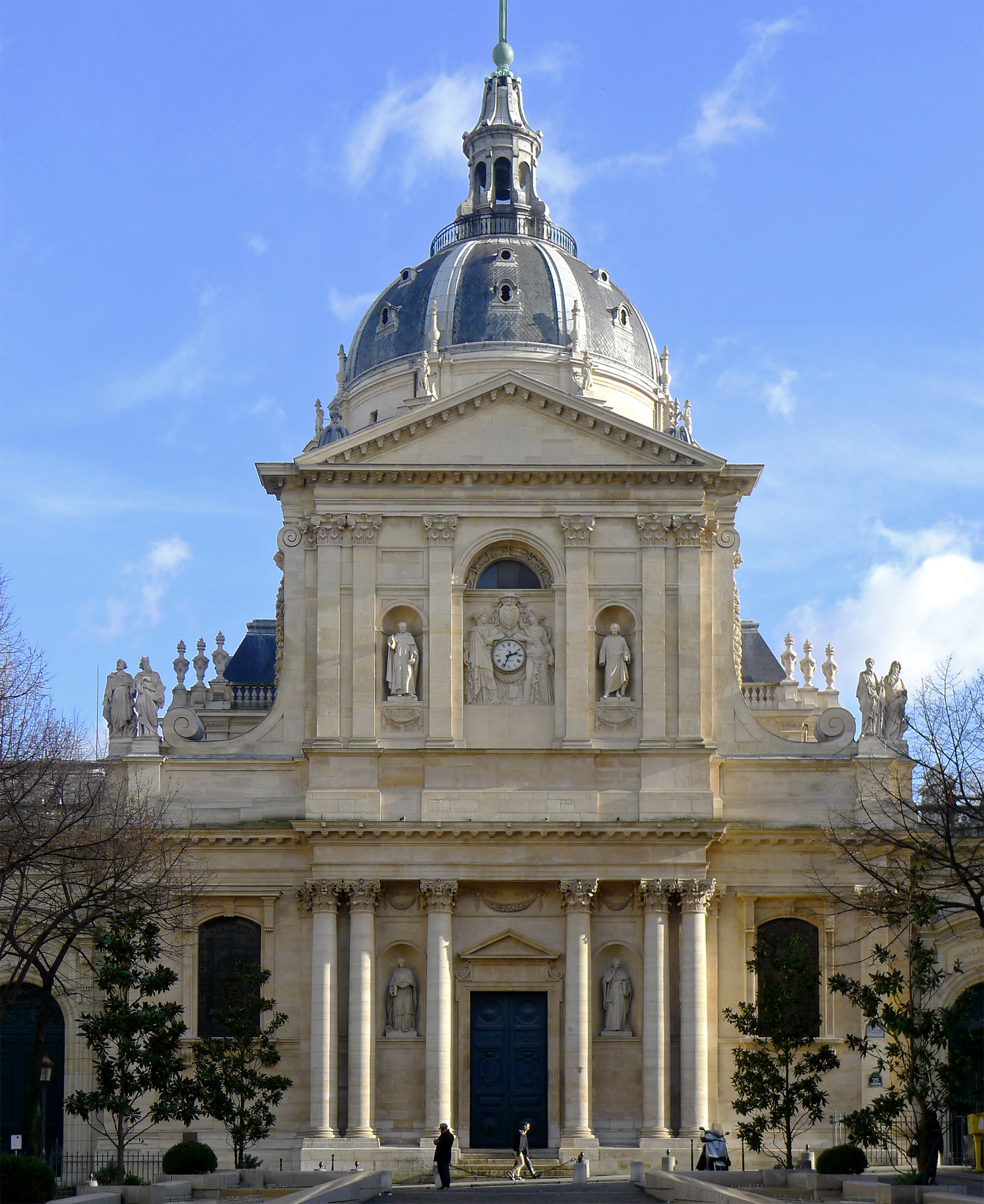
Piața Sorbona (Place de la Sorbonne)

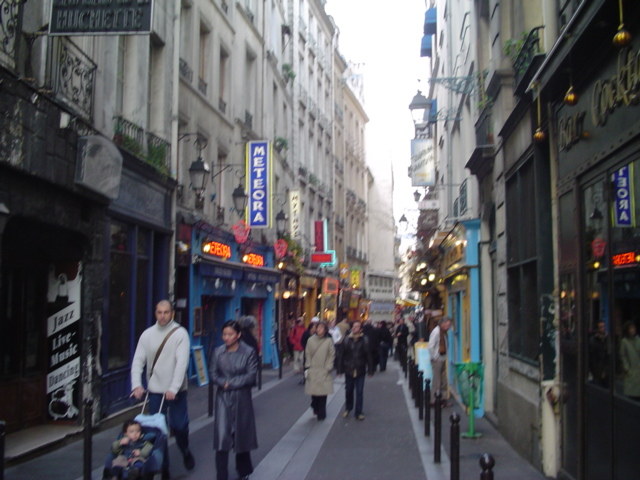
O stradă îngustă din Cartierul Latin, cu bistrouri și restaurante

Cartierul Latin al Parisului (în franceză Quartier latin, AFI: [kaʁtje latɛ̃]) este o zonă aflată în centrul Parisului, care ocupă arondismentul 5 și o parte din arondismentul 6. El este situat pe malul stâng al Senei, în apropiere de Sorbona.
Cunoscut pentru viața sa studențească, atmosfera plină de viață și bistrourile sale, Cartierul Latin adăpostește sediile unui număr mare de instituții de învățământ superior în afară de universitatea propriu-zisă, cum ar fi École Normale Supérieure, École des Mines de Paris, Universitatea Panthéon-Assas, Schola Cantorum și campusul universitar Jussieu. Vechea clădire a universității, cunoscută ca Sorbona, este situată în partea înaltă a cartierului, pe colina Sfânta Genoveva (Montagne Sainte-Geneviève). Alte instituții precum École Polytechnique s-au mutat în ultimii ani în clădiri mai spațioase.
Numele zonei provine de la limba latină, care a fost odată vorbită intens în și în apropiere de Universitate atunci când latina era limba de studiu în universitățile europene din Evul Mediu. O mare parte a populației cartierului era formată atunci din studenți și cadre didactice.

## Istoria locului
Începând din Evul Mediu studenții care au locuit în cartier au avut o mare influență asupra vieții pariziene și, în consecință, asupra Franței, fiind de menționat în mod deosebit mișcările studențești din secolele al XIX-lea și al XX-lea. Acesta a fost spațiul central al evenimentelor de protest din mai 1968.
Cartierul Latin este, de asemenea, un cartier turistic care are numeroase cafenele, baruri și restaurante. Ca urmare a tradiției sale studențești, el dispune de o vastă ofertă culturală, concentrând un număr mare de cinematografe, mici săli de concerte live și librării. Aici se află Teatrul Odeon (théâtre de l'Odéon), unul dintre cele șase teatre naționale franceze.
Lucrările de sistematizare urbană efectuate de baronul Haussmann în a doua jumătate a secolului al XIX-lea au trasat două axe în formă de cruce care traversează cartierul de la nord la sud și de la est la vest: bulevardul Saint-Michel și bulevardul Saint-Germain.

## Monumente de interes
Cartierul conține un număr mare de locuri în care au avut loc evenimente istorice și numeroase monumente și opere arhitectonice și sculpturale de mare interes.
- École Normale Supérieure
- Panteonul
- Universitatea din Paris
- Palatul Luxemburg
- Grădina Luxemburg
- Teatrul Odéon
- Biblioteca Sainte-Geneviève
- Institutul Lumii Arabe

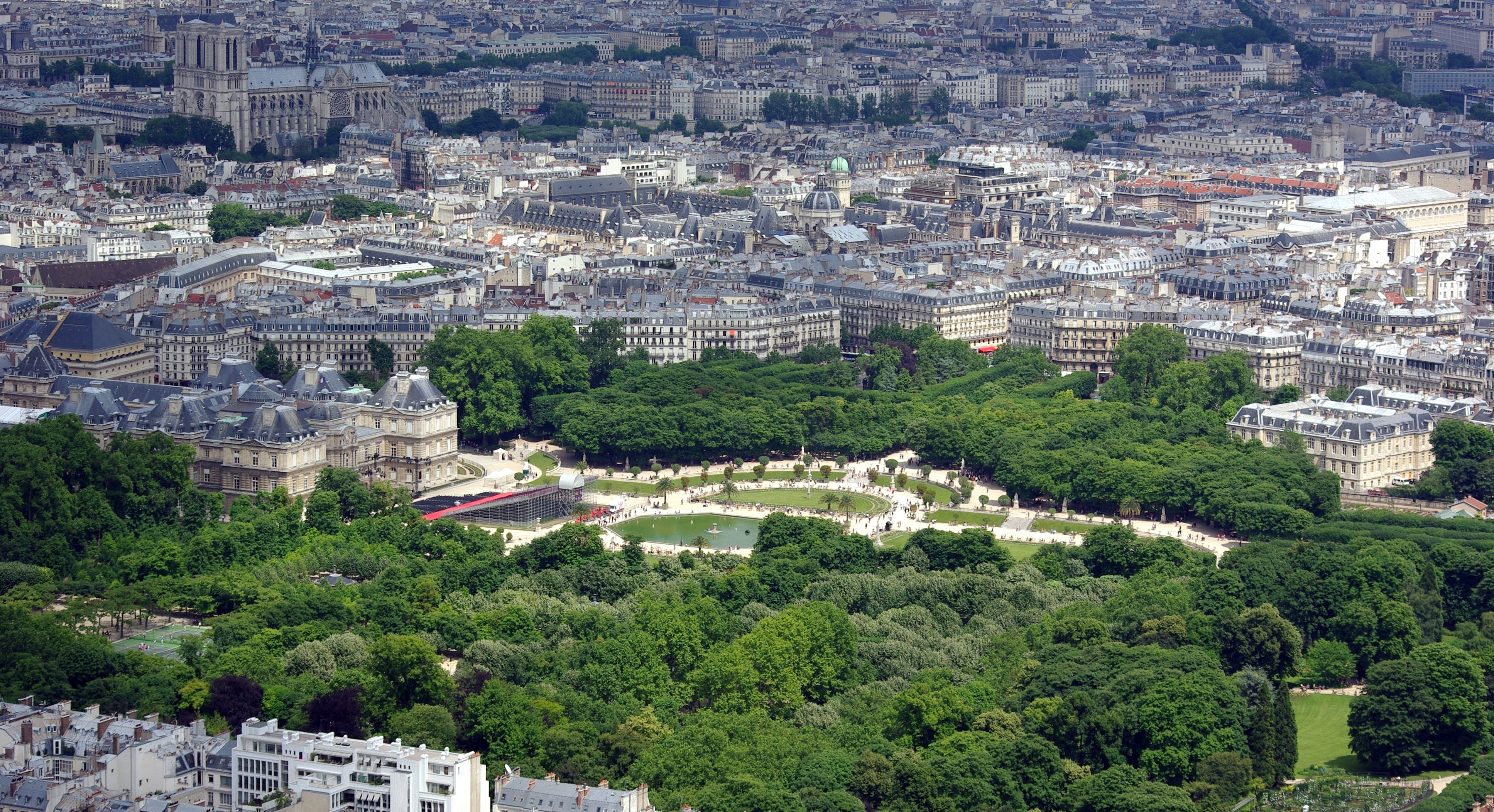
Palatul și grădina Luxemburg.

- Muzeul Național al Evului Mediu din Paris (muzeul Cluny)
- Bisericile „Saint Étienne du Mont” și „Saint Séverin”